# 薩米特 (密西西比州)
薩米特（英語：Summit）是位於美國密西西比州派克縣的城鎮。

## 人口
根據2020年美國人口普查的數據，薩米特的面積為5.98平方千米，皆為陸地。當地共有人口1505人，而人口密度為每平方千米252人。